# Tjäll
Tjäll är en by och sedan 2015 en småort vid Ångermanälvens södra strand strax söder om Sollefteå.